# Signs (periódico)
Signs: Journal of Women in Culture and Society é um periódico acadêmico feminista revisado por pares. Foi fundada em 1975 por Jean W. Sacks, chefe da Divisão de Periódicos, com Catharine R. Stimpson como sua primeira editora-chefe, e é publicada trimestralmente pela University of Chicago Press. A Signs publica ensaios que examinam as vidas de mulheres, homens e pessoas não binárias em todo o mundo, tanto de perspectivas históricas quanto contemporâneas, bem como artigos teóricos e críticos que abordam processos de género, sexualização e racialização.

## História e significado
A fundação da Signs em 1975 foi parte do desenvolvimento inicial do campo de estudos femininos, nascido do movimento de libertação feminina do final dos anos 1960 e 1970. O periódico tinha dois propósitos fundadores, conforme declarado no editorial inaugural: (1) "publicar novos estudos sobre mulheres" nos EUA e em todo o mundo, e (2) "ser interdisciplinar". O objetivo era que os leitores do periódico "compreendessem a totalidade da vida das mulheres e as realidades das quais elas fizeram parte". O significado por trás do nome Signs é que os sinais "representam" e "apontam": os editores originais queriam que o periódico "representasse a originalidade e o rigor" dos estudos femininos e "apontasse" para novas direções para os estudos feministas.
A ex-editora-chefe Ruth-Ellen Boetcher Joeres disse em um artigo no Yale Journal of Criticism que Signs, desde o seu início, foi concebido para ser "algo diferente, até mesmo insurgente... um agente de mudança", porque surgiu do movimento feminista "de base". Joeres explorou o “paradoxo” de como uma revista pode ser tanto um “agente de mudança” como considerado “respeitável na academia”, e concluiu com a esperança de que a Signs pudesse manter as suas raízes activistas e transformar a academia.
No esforço de evitar a tendência da academia de "codificar" e limitar a bolsa de estudos, a Signs rotaciona as instituições a cada cinco anos aproximadamente. Atualmente, a revista está sediada na Northeastern University, com Suzanna Danuta Walters, Diretora de Estudos sobre Mulheres, Gênero e Sexualidade e Professora de Sociologia, atuando como editora-chefe. No seu editorial inaugural, Walters expôs cinco "preocupações centrais" para a Signs: (1) que o campo dos estudos sobre as mulheres "considere substancialmente" os estudos de género e sexualidade e os estudos queer; (2) que se concentre na "diferença racial e étnica"; (3) que volte a enfatizar a "inter ou transdisciplinaridade"; (4) que não perca de vista "as grandes questões sobre género e sexualidade" ao tornar o seu âmbito demasiado restrito; e (5) que expanda a "presença digital" da revista.
A história dos Signos é explorada extensivamente no livro de Kelly Coogan-Gehr de 2011, The Geopolitics of the Cold War and Narratives of Inclusion: Excavating a Feminist Archive. Coogan-Gehr usa Signs como um estudo de caso para complicar o que ela chama de "narrativa padrão da formação do campo feminista". Ela argumenta que as histórias dominantes do desenvolvimento do feminismo acadêmico, ao se concentrarem apenas no movimento das mulheres e outros movimentos radicais da década de 1960, não levam em consideração o papel das "mudanças que a Guerra Fria produziu no ensino superior". No livro, ela chama a Signs de "uma revista acadêmica feminista de primeira linha".

## Feminist Public Intellectuals Project (FPIP)
Em 2015, a Signs lançou o Feminist Public Intellectuals Project, que busca envolver a teorização feminista com problemas políticos e sociais urgentes por meio de três iniciativas de acesso aberto e prioritariamente online: Short Takes: Provocations on Public Feminism, Currents: Feminist Key Concepts and Controversies e Ask a Feminist. Dada a fragmentação do ativismo feminista e a persistente carga negativa do termo "feminista", o Feminist Public Intellectuals Project busca reimaginar qual papel um periódico pode desempenhar na provocação do ativismo.
Short Takes apresenta comentários de ativistas feministas e intelectuais públicos sobre livros recentes que "moldaram conversas populares sobre questões feministas", juntamente com uma resposta do autor. Os livros em destaque incluem Bad Feminist, de Roxane Gay, All the Single Ladies, de Rebecca Traister, e We Were Feminists Once, de Andi Zeisler.
A Currents publica ensaios que apresentam "uma abordagem diferenciada e ousada sobre uma questão-chave que circula no cenário definicional feminista". As questões abordadas incluem "política de identidade", "avisos de gatilho", "feminismo de celebridades" e "consentimento afirmativo".
Ask a Feminist é uma série de entrevistas que busca criar "conversas entre acadêmicos feministas, ativistas da mídia e líderes comunitários", para diminuir a distância entre o conhecimento acadêmico e o ativismo. Artigos recentes incluem "Angela P. Harris sobre gênero e violência armada" e "Cathy J. Cohen sobre Black Lives Matter, feminismo e ativismo contemporâneo".

## Prêmio Catharine R. Stimpson
A Signs concede o Prêmio Catharine R. Stimpson de Bolsa Feminista de Destaque (Catharine R. Stimpson Prize for Outstanding Feminist Scholarship), em homenagem à editora-chefe fundadora da Signs, bienalmente ao melhor artigo de uma competição internacional de acadêmicas feministas "emergentes" (ou seja, "menos de sete anos após o recebimento do diploma terminal"). Os trabalhos são julgados por um júri internacional de proeminentes acadêmicos feministas. Os vencedores do prêmio incluem a historiadora tcheca Anna Hájková. Os vencedores recebem um honorário de US$ 1.000 e têm seus artigos publicados na Signs.
Os co-vencedores do Prêmio Stimpson de 2017 foram Cameron Awkward-Rich, por seu ensaio "Trans, Feminism: Or, Reading like a Depressed Transsexual", e Meghan Healy-Clancy, por seu ensaio "The Family Politics of the Federation of South African Women: A History of Public Motherhood in Women's Antiracist Activism".

## Editores-chefes, eméritos e atuais
- Catharine R. Stimpson (Barnard College), editora-chefe fundadora, 1975-1980
- Barbara C. Gelpi (Universidade de Stanford), 1980-1985
- Jean Fox O'Barr (Universidade Duke), 1985-1990
- Ruth-Ellen Boetcher Joeres e Barbara Laslett (Universidade de Minnesota), 1990-1995
- Carolyn Allen e Judith A. Howard (Universidade de Washington), 1995-2000
- Sandra Harding e Kathryn Norberg (Universidade da Califórnia, Los Angeles), 2000-2005
- Mary Hawkesworth (Universidade Rutgers), 2005-2015
- Suzanna Danuta Walters (Universidade Northeastern), 2015–presente

## Contribuidores notáveis paraSigns
- Lila Abu-Lughod
- Sara Ahmed
- Raewyn Connell
- Kimberlé Crenshaw
- Audre Lorde
- Catharine MacKinnon
- Chandra Talpade Mohanty
- Adrienne Rich
- Joan Wallach Scott
- Elaine Showalter
- Rajeswari Sunder Rajan
- Patricia J. Williams
- Iris Marion Youn

## Resumo e indexação
O periódico é resumido e indexado em:
- Academic Search Premier
- Arts and Humanities Citation Index
- ASSIA: Applied Social Sciences Index and Abstracts
- Contemporary Women's Issues
- MLA Bibliography
- PsycINFO
- Sociological Abstracts
- VioLit
- Women's Studies International

De acordo com o Journal Citation Reports, o periódico teve um fator de impacto de 1,078 em 2017, classificando-o em 16º lugar entre 42 periódicos na categoria "Estudos Femininos". Em 2022, o fator de impacto do periódico subiu para 1,9, o que o colocou em 14º lugar entre 64 periódicos de "Estudos Femininos". Em maio de 2024, seu fator de impacto de cinco anos era de 2,8.[carece de fontes?]